# Szent szar (Family Guy)
A Szent szar (angolul Holy Crap) a Family Guy második évadjának a második része. Összességében ez a kilencedik rész. Eredetileg ez az epizód az első évadhoz készült. Az epizódot először az amerikai FOX csatorna mutatott be 1999. szeptember 30-án, egy héttel az első epizód után. Ezen epizód után a FOX rendszertelenül mutatta be a következő epizódokat. Magyarországon a Comedy Central mutatta be 2008. október 20-án.
|  | Alább a cselekmény részletei következnek! |

## Cselekmény
Peter erősen vallásos apja, Francis nyugdíjba megy munkahelyéről a malomból. Peter ragaszkodik hozzá, hogy az apja hozzájuk költözzön. Lois nem igazán örül ennek, mert Francis gyűlöli őt, ugyanis Lois protestáns, míg Peter katolikus. Már megérkezésekor számos problémát okoz az öreg. Rátámad Chrisre, hogy a maszturbálás bűn, holott ő igazából csak nagydolgát végezte, bűntudatot ébreszt Megben, mert kézen fogva sétált a szomszéd fiúval, Stewie-nak pedig esti meseként a bibliából meséli el, hogy mi vár a bűnösökre a pokolban. Chris elhiszi, hogy a vécézés bűn, míg Stewie-t lenyűgözi Isten és az ő gonosz hatalma.
Francis nagyon szeretne újra dolgozni, még a régi munkahelyére is betör. Peter végül is elviszi a saját munkahelyére, a Kockafej Játékgyárba, ahol is fantasztikus teljesítményét látva felveszik művezetőnek. Később Francis kirúgja Petert a gyárból, majd összevitatkozva kijelenti, hogy fia munkásként és apaként is kudarcot vallott. Peternek elege lesz az apjából, és beolvas neki, hogy bár lehet, hogy ő nem tökéletes, de a családját mindig is a munka elé helyezte, és nagyon is jó apa, ami nem mondható el Francisról.
Peter úgy dönt, hogy az épp Bostonba látogató pápától kér segítséget. Mivel nem tud bejutni a pápához, úgy dönt, hogy elrabolja őt úgy, hogy átveszi a sofőrje helyét. Peter hazaviszi a családjához a pápát, és megkéri, hogy közvetítsen közte és az apja között. Francis, mikor meglátja a pápát először megilletődik, majd neki támad, hogy félreismerte a fiát, ami felidegesíti a pápát. Végül azonban Peter és Francis kibékülnek, bár nem kedvelik egymást továbbra sem.
Végül a pápa felfogadja Francist, mint a pápai turné biztonsági őre. Francis túlságosan is jól végzi a munkáját, próbál mindenkit eltávolítani a pápa közeléből, még egy FOX munkatársat is megüt, amit a pápa és a nézők döbbenettel fogadnak. 
Az epizód végén Peter alkoholista anyja kopogtat az ajtót, aki egy hétvégére érkezett a családhoz látogatóba. A család rémültem menekül a mentőkapszulába…

## Külső hivatkozások
- Szent szar az Internet Movie Database-ben (angolul)
- Szent szar a Rotten Tomatoeson (angolul)
- Szent szar a Box Office Mojón (angolul)